# Castilleja mexicana
Castilleja mexicana är en snyltrotsväxtart som först beskrevs av William Botting Hemsley, och fick sitt nu gällande namn av Samuel Frederick Gray. Castilleja mexicana ingår i släktet målarborstar, och familjen snyltrotsväxter. Inga underarter finns listade i Catalogue of Life.